# فرانسيسكو ستيلا
فرانسيسكو ستيلا (بالإنجليزية: Francesco Stella)‏ (25 يوليو 1991 بملبورن في أستراليا - ) هو لاعب كرة قدم أسترالي في مركز الوسط. لعب مع سنترال كوست مارينرز ونادي رينجرز ونادي سيينا وSisaket F.C. ‏ ونادي جنوب ملبورن وAvondale FC ‏ وUS Borgo a Buggiano 1920 ‏.

## وصلات خارجية
- فرانسيسكو ستيلا على موقع قاعدة بيانات كرة القدم.إي يو (الإنجليزية)
- فرانسيسكو ستيلا على موقع عالم كرة القدم.نت (الإنجليزية)